# Ультрадифузні галактики

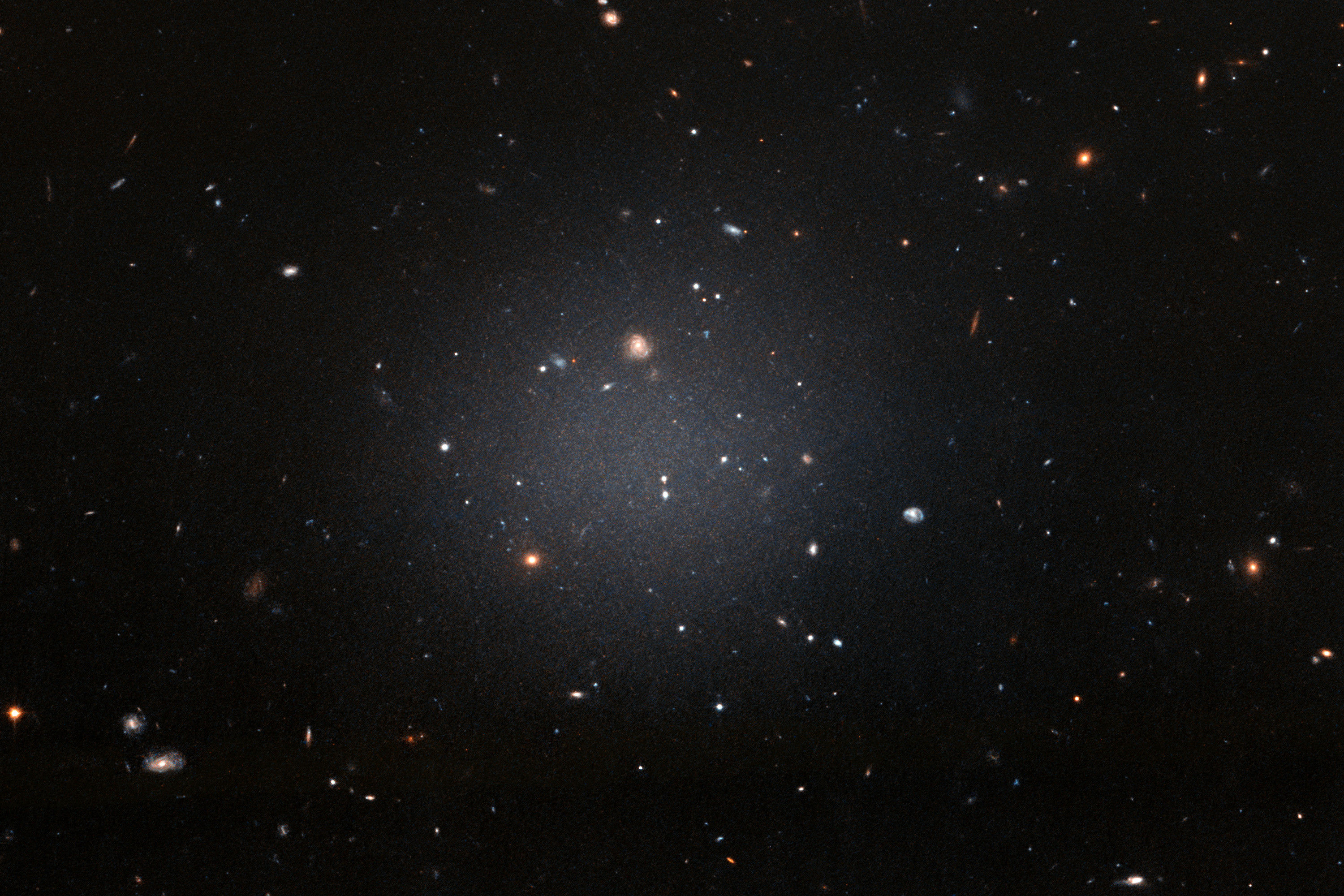
Ультрадифузна галактика NGC 1052-DF2.

Ультрадифузна галактики (УДГ), або Ультратемна галактика, — це галактика надзвичайно низької світності, перший приклад якої був відкритий у сусідньому скупченні Діви Еланом Сендиджем і Бруно Бінгджелі в 1984 році. Ці галактики вивчалися протягом багатьох років до їх перейменування у 2015 році. Їх недостатня світність пояснюється відсутністю зореутворюючого газу, що призводить до того, що ці галактики є резервуарами дуже старих зоряних популяцій.
На основі відкриттів, підтверджених у 2018 році, цей клас галактик включає обидві крайності вмісту темної матерії: Деякі НДГ майже повністю складаються з темної матерії (така галактика може мати такий самий розмір і масу, як Чумацький Шлях, але вміст видимих зірок у ній становить лише 1 %), тоді як інші НДГ, схоже, майже повністю вільні від темної матерії.

## Приклади
Деякі ультрарозсіяні галактики, знайдені в скупченні Волосся Вероніки, що знаходиться на відстані близько 330 мільйонів світлових років від Землі, мають діаметр 60 ксв. р. (18 кпк)і містять 1 % зірок галактики Чумацький Шлях. Розподіл ультрадифузних галактик у скупченні Волосся Вероніки такий самий, як і світних галактик; це свідчить про те, що середовище скупчення позбавляє галактики газу, дозволяючи їм заселяти скупчення так само, як і більш світним галактикам. Подібний розподіл у зонах з вищими приливними силами вказує на більшу частку темної матерії, яка утримує галактики разом під вищим тиском.
Dragonfly 44, ультрадифузна галактика в скупченні Волосся Вероніки, є одним із прикладів. Спостереження за швидкістю її обертання вказують на масу близько одного трильйона мас Сонця, що приблизно дорівнює масі Чумацького Шляху. Це також узгоджується з приблизно 90 кулястими скупченнями, що спостерігаються навколо Dragonfly 44. Однак галактика випромінює лише 1 % світла, яке випромінює Чумацький Шлях. 25 серпня 2016 року астрономи повідомили, що Стрекоза 44 може майже повністю складатися з темної матерії. Однак пізніше просторова кінематика виміряла масу близько 160 мільярдів сонячних мас, що в шість разів менше, ніж ранні вимірювання маси, і на 1 порядок менше маси Чумацького Шляху. Остання робота виявила 20 кулястих скупчень навколо галактики, що узгоджується з нещодавнім вимірюванням маси. Відсутність рентгенівського випромінювання від галактики та її околиць також показує, що кількість кулястих скупчень не може бути такою великою, як стверджувалося раніше.
У 2018 році ті самі автори повідомили про відкриття того, що ультрадифузна галактика NGC 1052-DF2 не містить темної матерії, на основі вимірювань швидкості її системи з ~10 кулястих скупчень. Вони дійшли висновку, що це може виключити деякі альтернативні теорії гравітації, такі як модифікована ньютонівська динаміка, але залишає інші теорії, такі як ефект зовнішнього поля, все ще можливими. Детальні симуляції в рамках модифікованої ньютонівської динаміки підтверджують, що NGC 1052-DF2 цілком відповідає теоретичним очікуванням.
У 2021 році повідомлялося, що AGC 114905, ультрарозсіяна карликова галактика на відстані близько 250 мільйонів світлових років від нас, майже не містить темної матерії. Однак цей висновок значною мірою ґрунтується на тому, що галактика має помірний нахил 32° між площинами диска і неба, який оцінюється за дещо овальним зовнішнім виглядом. За допомогою детального моделювання AGC 114905 в альтернативній теорії гравітації, відомій як Модифікована ньютонівська динаміка, було показано, що дискова галактика з її властивостями може виглядати дещо овальною, навіть якщо дивитися на неї зверху вниз через самогравітацію диска, і в цьому випадку крива обертання може бути набагато вищою, а галактика може цілком відповідати теоретичним очікуванням. Завищений нахил малоймовірний, якщо в галактиках домінує темна матерія, бо тоді диск не самогравітаційний, тому він має бути близьким до круглого, якщо дивитися на нього лицевою стороною.